# غراهام براون
غراهام براون (بالإنجليزية: Graham Brown)‏ (21 مارس 1944 في المملكة المتحدة - ) هو لاعب كرة قدم بريطاني في مركز حراسة المرمى. لعب مع برايتون أند هوف ألبيون وسوانزي سيتي ونادي دونكاستر روفرز ونادي روذرهام يونايتد ونادي ساوثبورت ونادي كرولي تاون ونادي ميلوول ونادي واتفورد ونادي يورك سيتي وبورتلاند تيمبرز ونادي مانسفيلد تاون ونادي بوسطن يونايتد.